# Alto Velo
Alto Velo je malý neobydlený ostrov jižně od ostrova Hispaniola v Karibském moři. Jeho nejvyšší bod leží v nadmořské výšce 152 m. Nachází se jihozápadně od pobřeží Dominikánské republiky. Má rozlohu 1,2 km² a je dlouhý 1,4 kilometru. Má oválný tvar. Ostrov je součástí provincie Pedernales v Dominikánské republice.

## Poloha
Nachází se 220 km jihozápadně od města Santo Domingo a 74 km jižně od nejjižnějšího bodu Dominikánské Republiky. Leží na podmořském pohoří, na kterém leží také ostrov Beata, vzdálený přibližně 12 km severně a oddělený kanálem Alto Velo.

## Ochrana přírody
Ostrov je spolu se sousedním ostrovem Beata součástí Národního parku Jaragua, což je nejrozlehlejší chráněná oblast v Karibiku.

## Dějiny
Ostrov byl objeven Kryštofem Kolumbem na jeho druhé plavbě v roce 1494. Spojené státy americké si ostrov nárokovaly v roce 1868, z důvodu strategického významu, na základě Zákona o guánových ostrovech.